# Haploblepharus fuscus
Haploblepharus fuscus es una especie de peces de la familia Scyliorhinidae en el orden de los Carcharhiniformes.

## Morfología
- Los machos pueden llegar alcanzar los 69 cm de longitud total.[2][3]

## Reproducción
Es ovíparo.

## Alimentación
Come langostas, cangrejos y pececillos osteictioss.

## Depredadores
En Sudáfrica es depredado por Triakis megalopterus.

## Hábitat
Es un pez  de clima subtropical y asociado a los  arrecifes de coral.

## Distribución geográfica
Se encuentra desde el oeste del Cabo Agulhas hasta el sur de KwaZulu-Natal (Sudáfrica).